# Declaración de Buenos Aires sobre el trabajo infantil, el trabajo forzoso y el empleo joven
La IV Conferencia Mundial sobre Erradicación del Trabajo Infantil concluyó en Argentina después de tres días de deliberaciones con la adopción de una “Declaración de Buenos Aires” en la cual se enuncian principios y acciones. Durante el encuentro delegados de todo el mundo presentaron casi un centenar de Promesas que implican medidas concretas para avanzar hacia la erradicación del trabajo infantil y trabajo forzoso, y la generación de empleo de calidad para los jóvenes.

## Declaración de Buenos Aires sobre el trabajo infantil, el trabajo forzoso y el empleo joven
La “Declaración de Buenos Aires ” fue entregada en la última jornada de la Conferencia de tres días que convocó en la capital argentina a delegaciones de todo el mundo. Más de 3.000 personas se inscribieron para asistir a sesiones plenarias, paneles de discusión sobre temas específicos y eventos especiales en los cuales participaron unos 250 oradores.

Declaración de Buenos Aires sobre el trabajo infantil, el trabajo forzoso y el empleo joven
La “Declaración de Buenos Aires” recuerda al principio que según las estimaciones hay 152 millones de niñas y niños en trabajo infantil, 73 millones de ellos en sus peores formas. Además 25 millones de personas siguen siendo objeto de trabajo forzoso, entre ellos 4 millones de niños. Y en todo el mundo al menos 71 millones de jóvenes están desempleados.
El documento final de la IV Conferencia Mundial contiene una serie de principios y de acciones, y se insta a gobiernos, interlocutores sociales, organizaciones de la sociedad civil y a las partes interesadas a adoptarlas.
Los principios plantean la necesidad de “atender el interés superior de los niños, las niñas y los adolescentes”, contiene el compromiso de respetar los derechos humanos y los principios y derechos fundamentales en el trabajo, y destaca la necesidad de recurrir al diálogo social tripartito, y a políticas nacionales coherentes y coordinadas que generen trabajo decente.
Las acciones, que abarcan la mayor parte de la Declaración, están divididas en tres áreas: política y gobernanza; conocimientos, datos y supervisión; y alianzas e innovación, partiendo por ratificar los compromisos internacionales de erradicar el trabajo infantil para 2025 y el trabajo forzoso para 2030,tal como lo plantean la Agenda 2030 para el Desarrollo Sostenible .
También destaca el apoyo a la Alianza 8.7 , que ha sido establecida para cumplir con ese objetivo de la Agenda 2030, que es precisamente el relativo a la erradicación del trabajo infantil y el trabajo forzoso.
Organización Internacional del Trabajo